# 小行星9461
小行星9461（英語：9461）是一颗围绕太阳公转的小行星。1998年4月20日，林肯近地小行星研究小组在索科罗发现了此天体。
这颗小行星的绝对星等为51.32185360062206等。